# Xelo
Le Xelo est un pétrolier avitailleur battant pavillon de la Guinée équatoriale. Construit en 1977, il fait naufrage le 16 avril 2022 dans le golfe de Gabès, en Tunisie. Les sept membres d'équipage sont évacués, mais l'évènement ne conduit pas à une catastrophe écologique.

## Naufrage

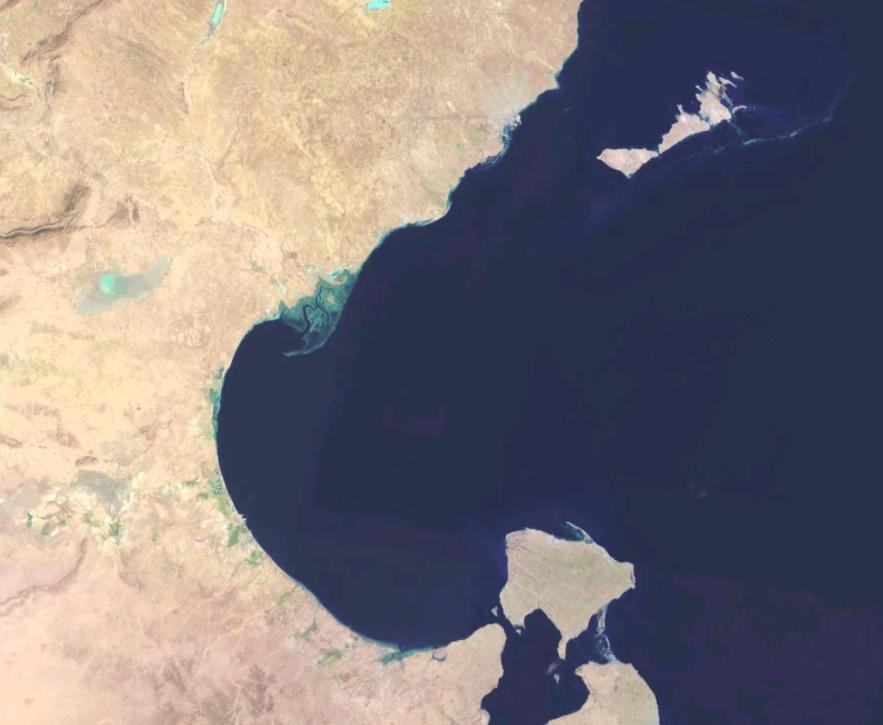
Vue satellite du golfe de Gabès.

Alors qu'il navigue à destination de Malte, l'équipage du pétrolier fait face à de mauvaises conditions météorologiques et demande à entrer dans les eaux territoriales tunisiennes le 15 avril 2022 pour se mettre à l'abri. Le navire coule le 16 avril au matin dans le golfe de Gabès, après que l'eau se soit infiltrée en salle des machines. L'équipage, composé de sept personnes, est évacué par les autorités tunisiennes, mais l'évènement fait craindre une catastrophe écologique.
Le 22 avril, le ministère tunisien de l'Environnement écarte tout risque de pollution car le pétrolier était vide malgré de premières informations selon lesquelles il transporterait 750 t de gazole.

## Enquête
De premières informations indiquent que le navire est parti du port de Damiette en Égypte, ce que les autorités portuaires égyptiennes démentent. L'enquête tunisienne le localise en effet dans le port de Sfax du 4 au 8 avril, avant que sa trace ne soit perdue jusqu'au naufrage, les enregistrements du système d'identification automatique étant manquants pour déterminer son trajet exact. Dès lors émerge l'hypothèse d'un sabordage intentionnel dans le cadre d'une activité criminelle car l'équipage n'était pas en possession du connaissement, les équipements de la salle des commandes ont été sabotés et le GPS détruit. Des médias tunisiens rappellent également la proximité de la Libye, théâtre d'un trafic d'hydrocarbures, notamment vers Malte.
Le 28 avril, le vice-président équato-guinéen Teodoro Nguema Obiang Mangue annonce engager des poursuites judiciaires alors que la Tunisie arrête le 22 avril l'équipage composé d'un capitaine géorgien, de quatre Turcs et de deux Azerbaïdjanais.